# Турусу
Турусу (порт. Turuçu)  —  муниципалитет в Бразилии, входит в штат Риу-Гранди-ду-Сул. Составная часть мезорегиона Юго-восток штата Риу-Гранди-ду-Сул. Входит в экономико-статистический  микрорегион Пелотас. Население составляет 3968 человек на 2006 год. Занимает площадь 254,933 км². Плотность населения — 15,6 чел./км².

## Статистика
- Валовой внутренний продукт на 2003 составляет 61.921.012,00 реалов (данные: Бразильский институт географии и статистики).
- Валовой внутренний продукт на душу населения на 2003 составляет 16.083,38 реалов (данные: Бразильский институт географии и статистики).
- Индекс развития человеческого потенциала на 2000 составляет 0,759 (данные: Программа развития ООН).